# Preço de transferência
Por preço de transferência entende-se o valor cobrado por uma empresa na venda ou transferência de bens, serviços ou propriedade intangível, a empresa a ela relacionada. Tratando-se de preços que não se negociaram em um mercado livre e aberto, podem eles se desviar daqueles que teriam sido acertados entre parceiros comerciais não relacionados, em transações comparáveis nas mesmas circunstâncias.
De acordo com Emmanuel e Mehadfi, apud Vicente Rosseto (Emmanuel e Mehadfi, 1994, prefácio):
Talvez a definição mais completa do que seja um preço de transferência é a de que ele é a expressão monetária da movimentação de bens e serviços entre unidades organizacionais de uma mesma empresa (Wells, 1968). Dessa forma, o estudo do preço de transferência pode incluir aspectos domésticos e/ou internacionais de bens e serviços

## História
Os ajustes de preços de transferências vêm ocorrendo desde 1930. O fenômeno da globalização aumentou consideravelmente o fluxo de pessoas e capitais entre os países. Houve então um aumento do comércio internacional e empresas passaram a buscar novos mercados para expansão do seu
mercado e captação de novos clientes.
Após a 2ª Guerra Mundial o número de empresas que se tornaram multinacionais e abriram filiais e sucursais ao redor do mundo sofreu um acréscimo considerável, exigindo dos países maior atenção sobre a tributação, principalmente os tributos aduaneiros e os tributos sobre a renda,
uma vez que as transações entre as matrizes e suas filiais poderiam ter valores distorcidos em relação à realidade do mercado.
Surge com esse fenômeno a importância de se estabelecer
preços de transferência para evitar principalmente a queda na arrecadação.
Em 1979 foram criadas algumas orientações pelos Estados Unidos da América em união com a Organização para a Cooperação e Desenvolvimento Econômico (Organization for Economic Cooperation and Development – OECD), da qual os Estados Unidos são um dos membros mais relevantes. Os Estados Unidos seguiram o desenvolvimento dos detalhes e compreensão das orientações com a Section 482 White Paper em 1988 e proposta em 1990-1992, com sua resolução definitiva em 1994. Em 1995, a OECD fez o primeiro esboço das orientações, que foi expandido em 1996. Estas orientações se tornaram referência para muitos países com suas legislações para preço de transferência.
As orientações da OECD foram adotadas por muitos países na União Europeia de forma total ou com pequenas alterações. No Brasil, uma das grandes diferenças até 2022 entre a legislação e o guideline da OECD está relacionada a não adoção do princípio do Arm’s Length. Isso muda drasticamente em 2023.
A expressão está associada à equiparação das condições em que são realizadas as transações entre partes vinculadas, como se estas fossem efetivadas entre partes independentes, em mercados de livre concorrência e, portanto, sem a interferência de vínculos econômicos, societários e de qualquer outra natureza existente entre partes relacionadas.

Segundo foi definido por Rosseto:
"a melhor tradução para arm’s length seria a conotação de que estas transações estivessem sendo conduzidas de forma neutra, imparcial, isenta de outras interferências que não as forças de mercado’’ 

ALTERAÇÕES LEGAIS RELEVANTES SERÃO REGULAMENTADAS EM BREVE - AGOSTO/2023

## Legislação específica para o Brasil (válida até 2022)
Os princípios de Preços de Transferência foram introduzidos no Brasil no ano de 1997, pela Lei 9.430, de 27.12.1996, desde então, muito se tem comentado sobre o assunto em literaturas específicas de direito tributário e contabilidade.
Segundo a Secretaria da Receita Federal do Brasil em sua resposta 672  a pergunta Qual o significado do termo "preço de transferência"?
O termo "preço de transferência" tem sido utilizado para identificar os controles a que estão sujeitas as operações comerciais ou financeiras realizadas entre partes relacionadas, sediadas em diferentes jurisdições tributárias, ou quando uma das partes está sediada em paraíso fiscal. Em razão das circunstâncias peculiares existentes nas operações realizadas entre essas pessoas, o preço praticado nessas operações pode ser artificialmente estipulado e, consequentemente, divergir do preço de mercado negociado por empresas independentes, em condições análogas - preço com base no princípio arm’s length.
No Brasil, as normas reguladoras do preço de transferência visam a impedir a evasão fiscal referente a Imposto de Renda (IRPJ) e Contribuição Social sobre o Lucro Líquido (CSLL), mediante manipulação de operações comerciais entre empresas brasileiras e suas coligadas domiciliadas no exterior.
Nas operações de importação, a legislação brasileira propõe mecanismos de arbitramento evitando que o preço pago ao exterior resulte em custos muito altos que venham a reduzir o lucro tributável. Já nas operações de exportação, a legislação propõe mecanismos de arbitramento para evitar que a receita percebida pela venda dos produtos seja muito baixa, vindo também a reduzir o lucro tributável.
A legislação brasileira através da Lei 9.430/96 cria metodologias específicas de cálculos de preço de comparação para as importações e exportações, porém, não obriga a utilização de algum método específico, deixando ao cargo da empresa a escolha que melhor lhe convém para o ano fiscal analisado.

### Importações
PIC – Preços Independentes Comparados
Determinação do Valor de Comparação: 
Média dos preços de venda apurados no mercado brasileiro ou de outros países, em operações de compra e venda, em condições de pagamento semelhantes. 

Importante
Comparação de vendas de outras empresas do grupo para o mesmo produto (idêntico ou similar).
-Vendas da mesma exportadora para não vinculadas (PJ), residentes ou não-residentes;
-Adquiridos da mesma importadora, não vinculadas, residentes ou não-residentes;
Operações de compra e venda entre outras PJs não vinculadas, residentes ou não residentes.

Ajustes Suportados
No caso de bens idênticos:
-Prazo de pagamento;
-Quantidades negociadas;
-Obrigação por garantia de funcionamento do bem ou da aplicabilidade do serviço ou direito;
-Obrigação pela promoção por meio de propaganda e publicidade;
-Obrigação pelos custos de fiscalização de qualidade, do padrão dos serviços e das condições de higiene;
-Custo de intermediações praticadas por empresas não vinculadas, consideradas para efeito de comparação dos preços;
-Acondicionamento;
-Frete e seguro.

No caso de similares:
-Todos os itens acima;
-Ajustes em função das diferenças de natureza física e de conteúdo, considerando o custo relativo a produção do bem ou 
execução dos serviços. 

PRL – Preço de Revenda menos Lucro
Determinação do Valor de Comparação: 
Média dos preços de revenda, diminuídos: 
-Descontos incondicionais;
-Impostos e contribuições incidentes sobre a venda;
-Comissões e corretagens pagas;
-Margem de lucro:
- 20% revenda;

- 60% Materiais aplicados na produção;

Importante:
Os valores considerados serão os praticados pela própria importadora em operações de venda a varejo e no atacado com compradores que não sejam vinculados.
Média ponderada utilizada para comparação serão somente da data de aquisição até o encerramento do período de apuração.

Ajustes Suportados:
No caso de venda a prazo, os valores dos juros serão subtraídos.

CPL – Custo de Produção mais Lucro
Determinação do Valor de Comparação: 
Média dos custos de produção no país de origem acrescidos de impostos e taxas cobrados na exportação e de margem de lucro de 20%. 

Importante:
Somente serão considerados os custos de:
-Matéria-prima, produtos intermediários e dos materiais de embalagens utilizados na produção do bem, serviço ou direito;
-Custo de quaisquer outros bens aplicados ou consumidos na produção;
-Custo do pessoal (mão de obra direta);
-Custo de locação, manutenção e reparo e depreciação, amortização e exaustão;

Ajustes Suportados:
No caso de utilização de produto similar o custo de produção devera ser ajustado em função das diferenças dos bens. 

### Exportações
PVEx – Preço de Venda nas Exportações
Determinação do Valor de Comparação: 
Média dos preços de venda nas exportações feitas pela própria empresa, para outros clientes, ou por outras exportadoras nacionais do bem, durante o mesmo período de apuração da base de cálculo do IR. 

Importante:
Serão considerados apenas vendas para outros clientes não vinculados à empresa no Brasil.
As receitas auferidas nas operações efetuadas com pessoas vinculadas ,ficam sujeitas a arbitramento  quando o preço médio de venda dos bens nas exportações efetuadas for inferior a 90% do preço médio praticado na venda dos bens no mercado brasileiro.

Ajustes Suportados:
No caso de bens idênticos:
-Prazo de pagamento;
-Quantidades negociadas;
-Obrigação por garantia de funcionamento do bem ou da aplicabilidade do serviço ou direito;
-Obrigação pela promoção por meio de propaganda e publicidade;
-Obrigação pelos custos de fiscalização de qualidade, do padrão dos serviços e das condições de higiene;
-Custo de intermediações praticadas por empresas não vinculadas, consideradas para efeito de comparação dos preços;
-Acondicionamento;
-Frete e seguro;
-Risco de crédito.

No caso de similares:
-Todos os itens acima;
-Ajustes em função das diferenças de natureza física e de conteúdo, considerando o custo relativo a produção do bem ou 
execução dos serviços.

PVA – Preço de Venda por Atacado no País de Destino, Diminuído do Lucro
Determinação do Valor de Comparação: 
Média dos preços de venda praticados no mercado atacadista do país de destino, diminuídos dos tributos e de margem de lucro de 15% sobre o preço de venda no atacado. 

Importante:
Consideram-se tributos incluídos no preço, aqueles semelhantes ao ICMS e o ISS e com COFINS e PIS/Pasep.

Ajustes Suportados:
No caso de bens idênticos:
-Prazo de pagamento;
-Quantidades negociadas;
-Obrigação por garantia de funcionamento do bem ou da aplicabilidade do serviço ou direito;
-Obrigação pela promoção por meio de propaganda e publicidade;
-Obrigação pelos custos de fiscalização de qualidade, do padrão dos serviços e das condições de higiene;
-Custo de intermediações praticadas por empresas não vinculadas, consideradas para efeito de comparação dos preços;
-Acondicionamento;
-Frete e seguro;
-Risco de crédito.
No caso de similares:
-Todos os itens acima;
-Ajustes em função das diferenças de natureza física e de conteúdo, considerando o custo relativo a produção do bem ou execução dos serviços. 

PVV - Preço de Venda a Varejo no País de Destino, Diminuído do Lucro
Determinação do Valor de Comparação: 
Média dos preços de venda praticados no mercado varejista do país destino, diminuídos dos tributos e margem de lucro de 30% sobre o preço no varejo. 

Importante:
Consideram-se tributos incluídos no preço, aqueles semelhantes ao ICMS e o ISS e com COFINS e PIS/Pasep.

Ajustes Suportados:
No caso de bens idênticos:
-Prazo de pagamento;
-Quantidades negociadas;
-Obrigação por garantia de funcionamento do bem ou da aplicabilidade do serviço ou direito;
-Obrigação pela promoção por meio de propaganda e publicidade;
-Obrigação pelos custos de fiscalização de qualidade, do padrão dos serviços e das condições de higiene;
-Custo de intermediações praticadas por empresas não vinculadas, consideradas para efeito de comparação dos preços;
-Acondicionamento;
-Frete e seguro;
-Risco de crédito.

No caso de similares:
-Todos os itens acima;
-Ajustes em função das diferenças de natureza física e de conteúdo, considerando o custo relativo a produção do bem ou execução dos serviços. 

CAP – Custo de Aquisição ou de Produção mais Tributo e Lucro
Determinação do Valor de Comparação: 
Média dos custos de aquisição ou de produção acrescidos dos impostos e contribuições no Brasil e de margem de lucro de 15% sobre a soma dos custos mais impostos e contribuições. 

Importante:
O preço determinado por este método poderá ser considerado parâmetro para o preço praticado nas exportações efetuadas pela empresa, por intermédio de empresa comercial exportadora, não devendo ser considerado o novo acréscimo a titulo de margem de lucro da empresa comercial exportadora. 

Ajustes Suportados:
Integram o custo de aquisição, os valores de frete e seguros pagos pela empresa adquirente.
Será excluído dos custos de aquisição e de produção a parcela de crédito presumido do IPI, como ressarcimento do Cofins e PIS/Pasep.

## Entendendo a "teoria" do ajuste
Importações: o preço praticado em cada produto (unitário) é diminuído do preço parâmetro (também unitário). O resultado positivo significa que o valor pago ao exterior está fora dos limites impostos pela legislação. Esse excesso deve ser considerado indedutível na apuração do lucro real.

Preço Praticado - Preço Parâmetro = Ajuste do custo
O valor a ser adicionado pode ser encontrado, individualmente por produto, multiplicando-se o valor do excesso unitário pela quantidade de produtos ou mercadorias que foram baixados do estoque como componentes do custo contábil no período. O somatório dessas multiplicações resulta no valor absoluto a ser adicionado pelas importações entendidas como "superfaturadas".
Exportações: o preço parâmetro (unitário) é diminuído do preço praticado em cada produto (também unitário). O resultado positivo significa que o valor cobrado do exterior está abaixo dos limites mínimos impostos pela legislação. Essa insuficiência de receita deverá ser oferecida à tributação como um ajuste na receita bruta.

Preço Parâmetro - Preço Praticado = Ajuste da receita
O valor a ser adicionado pode ser encontrado, individualmente por produto, multiplicando-se o valor da insuficiência de receita unitária encontrada pela quantidade de produtos vendidos a coligadas no período. O somatório dessas multiplicações resulta no valor absoluto a ser adicionado pelas exportações entendidas como "subfaturadas".
Total do ajuste: O valor absoluto do ajuste a ser efetuado é o resultado do somatório das adições calculadas sobre as operações de importação e exportação.

## Adequação dos custos e não das compras
Conforme podemos perceber pelos artigos 1º e 3º da IN 243, as normas de Preços de Transferência não buscam controlar o valor pago na importação, mas sim os custos lançados em resultado por ocasião da venda desses produtos que atuam como diminuidores do lucro tributável no Brasil.

Esse entendimento é corroborado pela resposta à consulta efetuada à COSIT, parcialmente transcrita abaixo.

Processo de Consulta nº 14/03 - COSIT
Assunto: Imposto sobre a Renda de Pessoa Jurídica – IRPJ
(...)
20.De qualquer modo, em todas as aquisições, o valor do frete, seguro e dos impostos não
recuperáveis compõe o preço praticado para efeito de comparação com o preço parâmetro (PRL).
O preço praticado a ser considerado pela empresa, com a finalidade de comparação com o preço parâmetro, 
terá que estar de acordo com o que foi contabilizado para efeito de custo na apuração do lucro real
e da base de cálculo da CSLL. (...) (grifado)
O trecho grifado dá a entender que o preço a ser utilizado como praticado pela empresa é aquele que foi contabilizado, ou seja, que foi considerado como um custo para a determinação do lucro e também do lucro real.

## Operações com Commodities
A Lei nº 12.715, de 17 de setembro de 2012, que modifica a Lei nº 9.430, 27 de dezembro de 1996, trouxe significativas alterações na legislação brasileira de preços de transferência, principalmente, em relação à importação e exportação de commodities, entre empresa sediada no Brasil e suas vinculadas, sediadas no exterior.
Entre essas modificações, encontra-se a criação de dois novos métodos de preços de transferência:
a) o Método do Preço sob Cotação na Importação – PCI, definido como os valores médios diários da cotação de bens ou direitos sujeitos a preços públicos em bolsas de mercadorias e futuros internacionalmente reconhecidas; e
b) o Método do Preço sob Cotação na Exportação – PECEX, definido como os valores médios diários da cotação de bens ou direitos sujeitos a preços públicos em bolsas de mercadorias e futuros internacionalmente reconhecidas.
Essas modificações foram regulamentadas pela Instrução Normativa RFB nº 1.312, de 28 de dezembro de 2012.
A Instrução Normativa RFB nº 1.395, de 2013, visa a complementar a regulamentação, prevista na IN RFB nº 1.312, de 2012, e, principalmente, a melhor esclarecer e facilitar, para os contribuintes, a aplicação dos métodos PCI e PECEX.
Entre as modificações introduzidas pela nova IN, pode-se citar:
a) melhor definição de “commodities” para efeito de aplicação dos métodos PCI e PECEX;
b) ampliação do número de variáveis que podem ser consideradas nos ajustes correspondentes às diferenças entre o valor líquido recebido pelo exportador e o valor resultante da cotação específica da commodity em bolsa de mercadorias e futuros;
c) definição da “data da transação”, para fins de comparação com a cotação em bolsa de mercadorias e futuros internacionalmente reconhecida, assim entendido a data em que o preço foi negociado, conforme estabelecido em contrato e em procedimento normal de mercado;
d) regras específicas para a hipótese de commodities que possuam mercados diferenciados com preços de referência regionais, situação em que a pessoa jurídica exportadora deverá escolher, como preço parâmetro de transferência, o preço de cotação dos bens no mercado de destino do bem exportado.

### Legislação no Brasil
Principais:
- Lei 14.596 de 3 de julho de 2023 (drástica alteração buscando o alinhamento com a OCDE, mas em agosto de 2023 ainda pendente de regulamentação)
- Lei n° 9.430, de 27.12.1996 – SEÇÃO V (art. 18 a 24)
- Regulamentada pela Instrução Normativa SRF n° 243, de 11.11.2002

Complementares:
- Lei n° 9.959, de 27.01.2000
- Lei n° 10.451, de 10.05.2002
- Lei n° 10.637, de 30.12.2002
- Receita normatiza preços de transferências em operações de commodities gov.br, 17 de setembro de 2013